# Swinging Sneek
Swinging Sneek is een grootschalig muziekevenement in de binnenstad van Sneek.
Het evenement kent een dag- en een avondprogrammering. Centrale locatie van Swinging Sneek is de Marktstraat, alwaar het programma in de middaguren begint. Gedurende de hele middag en avond is er livemuziek op verschillende podia in de binnenstad. Hierna bieden vrijwel alle horecagelegenheden livemuziek aan in hun restaurants en cafés. 
In de voorbije jaren hebben verschillende grote namen opgetreden op Swinging Sneek, hieronder zijn:
- Jeroen van der Boom
- Wolter Kroes
- Jan Keizer en Carola Smit
- Jan Smit

Swinging Sneek vormt de traditionele afsluiting van het toeristische zomerseizoen in Sneek. Het evenement vindt standaard plaats op de laatste zaterdag van de maand augustus en trekt vele bezoekers.